# Marina Münkler

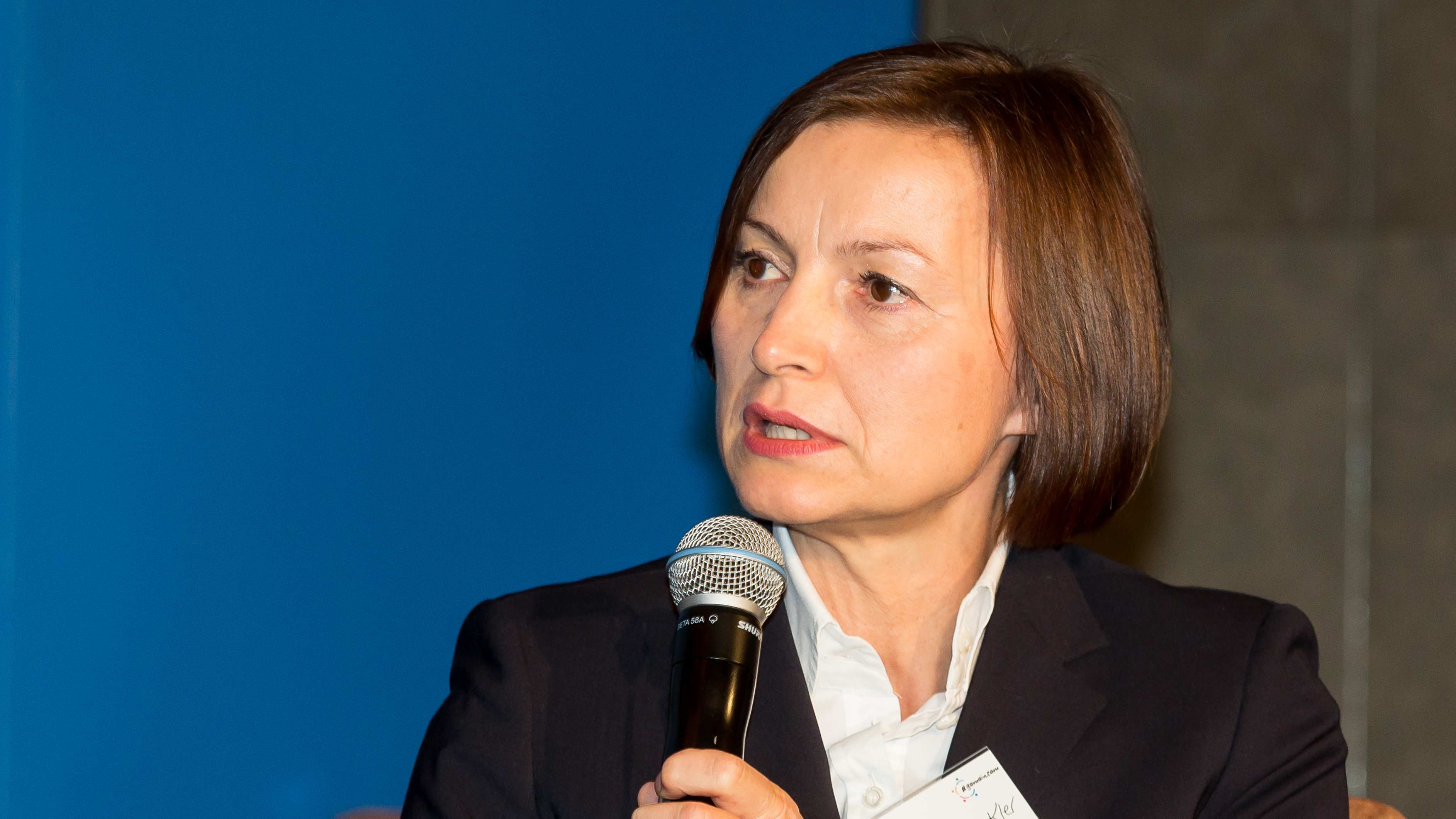
Marina Münkler, 2016

Marina Münkler (* 1960 in Bad Nauheim) ist eine deutsche Literaturwissenschaftlerin.

## Leben
Nach dem Abitur studierte Münkler von 1978 bis 1984 Germanistik, Philosophie und Theaterwissenschaften an der Johann Wolfgang Goethe-Universität Frankfurt am Main. Anschließend arbeitete sie freiberuflich als Übersetzerin (Englisch, Latein und Italienisch) und Literaturkritikerin (Rezensionen für den Hessischen Rundfunk, den Österreichischen Rundfunk, Die Zeit, die Süddeutsche Zeitung und den Tagesspiegel). Im Sommer 1994 begann Münkler mit ihrer Dissertation über Erfahrung des Fremden. Die Beschreibung Ostasiens in den Augenzeugenberichten des 13. und 14. Jahrhunderts und wurde im Oktober 1997 bei Werner Röcke an der Philosophischen Fakultät der Humboldt-Universität zu Berlin zur Dr. phil. promoviert. Danach war sie von Juni 1998 bis Mai 2000 als Post-Doktorandin am Graduiertenkolleg „Codierung von Gewalt im medialen Wandel“ tätig. Anschließend arbeitete Münkler als wissenschaftliche Mitarbeiterin bzw. wissenschaftliche Assistentin am Institut für deutsche Literatur der HU Berlin, wo sie sich im Juli 2007 mit einer Schrift zum Thema Narrative Ambiguität. Transformationen des Erzählens und der Figurenidentität in den Faustbüchern des 16. und 17. Jahrhunderts habilitierte. Zwischen Oktober 2007 und Februar 2010 nahm sie verschiedene Gastprofessuren an der HU Berlin und der Universität Zürich wahr. Im Januar 2010 folgte Münkler schließlich einem Ruf auf den Lehrstuhl für Ältere und frühneuzeitliche Literatur und Kultur am Institut für Germanistik der Technischen Universität Dresden. Seit Juni 2011 ist sie zudem Projektleiterin des Teilprojekts S „Das Ethos der Freundschaft. Diskurse und Narrationen von Gemeinsinn in der mittelalterlichen Literatur“ am Dresdner Sonderforschungsbereich 804 „Transzendenz und Gemeinsinn“. Seit Juli 2017 ist sie Teilprojektleiterin und stellvertretende Sprecherin im Dresdner Sonderforschungsbereich 1285: „Invektivität. Konstellationen und Dynamiken der Herabsetzung“.
Sie schrieb auch zu aktuellen politischen Themen, so am 7. Oktober 2024 in der Süddeutschen Zeitung zum Terrorangriff der Hamas auf Israel 2023, am Jahrestag dieses Massakers. Darin äußerte sie, es habe sich nicht um Widerstand gegen Israel und um puren Blutrausch der Hamas gehandelt, sondern um eine „imperiale Geste ihres Willens zur Vernichtung der Juden“.

## Forschungsschwerpunkte
Münkler beschäftigt sich überwiegend mit mittelalterlicher und frühneuzeitlicher Literatur; insbesondere mittelalterliche Reiseberichte, Beschreibung der Hölle im hohen und späten Mittelalter, Formen der Konstitution des Selbst in der Literatur des späten Mittelalters, Melancholie-Diskurs in der Frühen Neuzeit, Faustbücher des 15. bis 17. Jahrhunderts, Dialogizität im Minnesang, Höfischer Roman, Freundschaftsdiskurse in der mittelalterlichen und frühneuzeitlichen Literatur, Böhmischer Frühhumanismus. Darüber hinaus erforscht sie Alterität und Interkulturalität, legendarisches Erzählen und beschäftigt sich mit der Gattungstheorie.

## Privates
Marina Münkler ist mit dem Politikwissenschaftler Herfried Münkler verheiratet, mit dem sie eine Tochter, die Rechtswissenschaftlerin Laura Münkler (* 1985), und einen Sohn (* 1988) hat.

## Veröffentlichungen
Monographien
- 1998: Marco Polo. Leben und Legende. C. H. Beck München, ISBN 3-406-43297-2.
- 2000: Erfahrung des Fremden. Die Beschreibung Ostasiens in den Augenzeugenberichten des 13. und 14. Jahrhunderts. Akademie-Verlag Berlin, ISBN 3-05-003529-3 (zugl.: Diss. phil., HU Berlin 1997)
  - zusammen mit Herfried Münkler: Lexikon der Renaissance. C. H. Beck München, ISBN 3-406-52859-7.
- 2011: Narrative Ambiguität. Die Faustbücher des 16. bis 18. Jahrhunderts. Vandenhoeck & Ruprecht Göttingen, ISBN 978-3-525-36714-8 (zugl.: Habil. phil., HU Berlin 2007).
- 2016: zusammen mit Herfried Münkler: Die neuen Deutschen. Ein Land vor seiner Zukunft. Rowohlt Berlin, Berlin, ISBN 978-3-87134-167-0.
- 2019: mit Herfried Münkler: Abschied vom Abstieg. Eine Agenda für Deutschland. Rowohlt Berlin, Berlin, ISBN 978-3-7371-0060-1.
- 2022: Gespräche über Freundschaft. Die Konstitution persönlicher Nahbeziehungen bei Platon, Cicero und Aelred von Rievaulx. Wallstein, ISBN 978-3-8353-1607-2.
- 2024: Anbruch der neuen Zeit. Das dramatische 16. Jahrhundert. Rowohlt Berlin, Berlin 2024, ISBN 978-3-87134-176-2.

Herausgeberschaften
- 2003, zusammen mit Steffen Martus und Werner Röcke: Schlachtfelder. Zur Codierung von Gewalt im medialen Wandel. Akademie-Verlag Berlin, ISBN 3-05-003587-0
- 2004, zusammen mit Werner Röcke: Die Literatur im Übergang vom Mittelalter zur Neuzeit. dtv München, ISBN 3-446-12775-5 (Hansers Sozialgeschichte der deutschen Literatur vom 16. Jahrhundert bis zur Gegenwart. Band 1)

## Auszeichnungen
- 2017: Marsilius-Medaille der Universität Heidelberg für besondere Verdienste für das Gespräch zwischen den Wissenschaftskulturen[4]
- 2019: Betreuerpreis der Graduiertenakademie der TU Dresden[5]
- 2021/2022: Carl Friedrich von Siemens Fellowship[6]